# Helsingfors Morgonblad
Helsingfors Morgonblad (från 1845 kallat Morgonbladet) var en svenskspråkig (finlandssvensk) dagstidning som utkom i Helsingfors i Finland. Tidningen kom ut två gånger i veckan mellan 1832 och årsskiftet 1884/1845  (under namnet Morgonbladet 1845 – 1855 och 1871 – 1884). Elias Lönnrot var en av tidningens flitigaste skribenter, och tidningen höll en liberal profil. Under hela den tidsperiod som tidningen gick under namnet Helsingfors Morgonblad var dess förläggare, Frenckell & Son.     

## Historia

### Tidiga år
Helsingfors Morgonblad grundades av Johan Ludvig Runeberg 1832, ursprungligen som ett organ för den litterära diskussionsklubben Lördagssällskapet. Den var under 1830-talet en av tre Helsingforstidningar; de andra två var den officiella Finlands Allmänna Tidning och Helsingfors Tidningar (favorit hos borgarna i staden). Helsingfors Morgonblads målgrupp var personer inom myndighetsvärlden samt den akademiska och kyrkliga sfären.

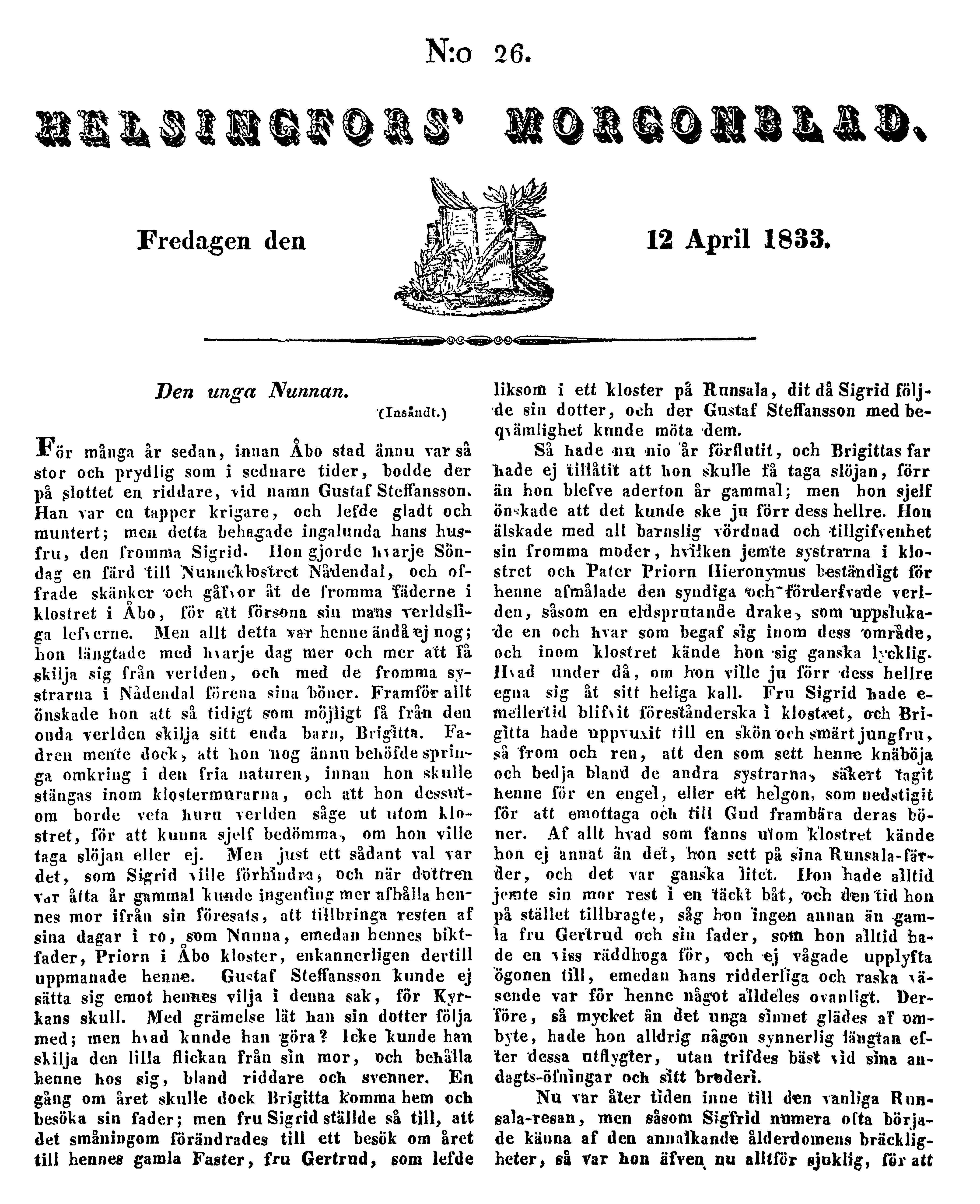
Novellen "Den unga nunnan" av Fredrika Runeberg, publicerad i Helsingfors Morgonblad 12 april 1833.

En stor del av tidningen ägnades åt kulturpolitik samt musik- och teaterkritik. Runeberg skrev själv artiklar som ofta var kritiska till de för dagen varande litterära strömningarna i Sverige, och tidningen var sålunda en pionjär inom litteraturkritiken i Finland. Runebergs hustru Fredrika Runeberg arbetade anonymt som journalist och korrekturläsare i tidningen, där hon förutom att författa egna texter bland annat valde ut och översatte artiklar ur utländska tidningar.
Elias Lönnrot bidrog med skildringar av finskt folkliv och rapporter från hans utforskningsresor för att samla in runor. Välkänd blev även Runebergs artikel om Saarijärvi moar, som bidrog till att skapa allmänhetens bild av både natur och allmogekultur i det inre av Finland. Samtidigt bjöd tidningen på förstasidan ofta på noveller och andra skönlitterära bidrag.

### Senare redaktörer och namnbyte
Runeberg kvarstod som chefredaktör fram till 1837 Samma år flyttade han till Borgå för att där starta Borgå Tidning.
Fabian Collan började under sin tid som chefredaktör att reformera tidningen efter vad Johan Vilhelm Snellman ansåg var god journalistik. Även fennomanin fick ett uppsving i tidningen, under inflytande av Snellman.
När Fredrik Berndtson tillträdde som chefredaktör 1845 bytte tidningen namn till Morgonbladet.

### Censur, nedläggning och återuppståndelse
Morgonbladet drabbades, liksom många andra finländska tidningar, av censur från statliga myndigheter. För läsarna var det naturligtvis svårt att veta när tidningen hade censurerats, eftersom redaktionen behövde ersätta de borttagna delarna med annat material.
1855 hade Morgonbladet sin största läsekrets någonsin. Samma år tvingades man dock att upphöra med utgivningen, främst till följd av censuren. Morgonbladet återuppstod 1871 och gavs ut fram till 1884.

## Chefredaktörer
- Johan Ludvig Runeberg, 1832–april 1837
- Fabian Collan, 1841–1844[5]
- Sven Gabriel Elmgren, 1844
- Fredrik Berndtson, 1845–1849 (Morgonbladet)[5]
- August Schauman, 1853–1855 (Morgonbladet)[5]